# الهيئة العامة لتخطيط مشروعات النقل (مصر)
الهيئة العامة لتخطيط مشروعات النقل هي هيئة حكومية عامة مصرية تتبع وزارة النقل، تأسست عام 1972.

## التشريعات المنظمة
- قرار رئيس الجمهورية رقم 41 لسنة 1972 بإنشاء الهيئة العامة لتخطيط مشروعات النقل والمواصلات.[2]
- قرار رئيس الجمهورية رقم 1256 لسنة 1973 بإنشاء الهيئة العامة لتخطيط مشروعات النقل: لتحل محل الهيئة العامة لتخطيط مشروعات النقل والمواصلات.[3]